# توماج بولشينا
توماج بولشينا (بالسلوفينية: Tomaž Bolčina)‏ مواليد 6 يناير 1994 في شيمبتر بري غريتسي، هو لاعب كرة سلة سلوفيني. بدأ مسيرته الاحترافية في سنة 2011.

## المسيرة الاحترافية
لعب مع نادي دومدجالي لكرة السلة في موسم 2011–2012، ثم لعب مع نادي كركا لكرة السلة من سنة 2012 إلى 2015، ثم لعب مع نادي شينتجور لكرة السلة في موسم 2015–2016، ثم لعب مع نادي دومدجالي لكرة السلة في موسم 2016-2017.

## روابط خارجية
- توماج بولشينا على موقع الاتحاد الدولي لكرة السلة (الإنجليزية)
- توماج بولشينا على موقع كرة السلة الأوروبية.كوم (الإنجليزية)
- توماج بولشينا على موقع ريلجم (الإنجليزية)
- توماج بولشينا على موقع بروبوليرز (الإنجليزية)